# Сен-Мартен (Жер)
Сен-Марте́н (фр. Saint-Martin) — коммуна во Франции, находится в регионе Юг — Пиренеи. Департамент — Жер. Входит в состав кантона Миранд. Округ коммуны — Миранд.
Код INSEE коммуны — 32389.

## География
Коммуна расположена приблизительно в 620 км к югу от Парижа, в 90 км западнее Тулузы, в 23 км к юго-западу от Оша.
На северо-западе коммуны протекает река Лизет.

## Климат
Климат умеренно-океанический. Лето жаркое и немного дождливое, температура часто превышает 35 °С. Зимой часто бывает отрицательная температура и ночные заморозки. Годовое количество осадков — 700—900 мм.

## Население
Население коммуны на 2010 год составляло 453 человека.
| 1962 | 1968 | 1975 | 1982 | 1990 | 1999 | 2010 |
| ---- | ---- | ---- | ---- | ---- | ---- | ---- |
| 187  | 226  | 219  | 338  | 363  | 420  | 453  |

## Администрация
| Период | Период | Фамилия          | Партия       | Примечания |
| ------ | ------ | ---------------- | ------------ | ---------- |
| 1971   | 1977   | Андре Суригер    |              |            |
| 1977   | 1995   | Вьо Реймон       |              |            |
| 1995   | 2014   | Жан-Клод Суригер | беспартийный |            |
| 2014   | 2020   | Даниэль Помье    |              |            |

## Экономика
В 2010 году среди 272 человек трудоспособного возраста (15-64 лет) 206 были экономически активными, 66 — неактивными (показатель активности — 75,7 %, в 1999 году было 64,6 %). Из 206 активных жителей работали 193 человека (95 мужчин и 98 женщин), безработных было 13 (9 мужчин и 4 женщины). Среди 66 неактивных 29 человек были учениками или студентами, 27 — пенсионерами, 10 были неактивными по другим причинам.

## Достопримечательности
- Церковь Св. Мартина (X век)

## Фотогалерея
- Церковь Св. Мартина
- Карта коммуны